# Láser

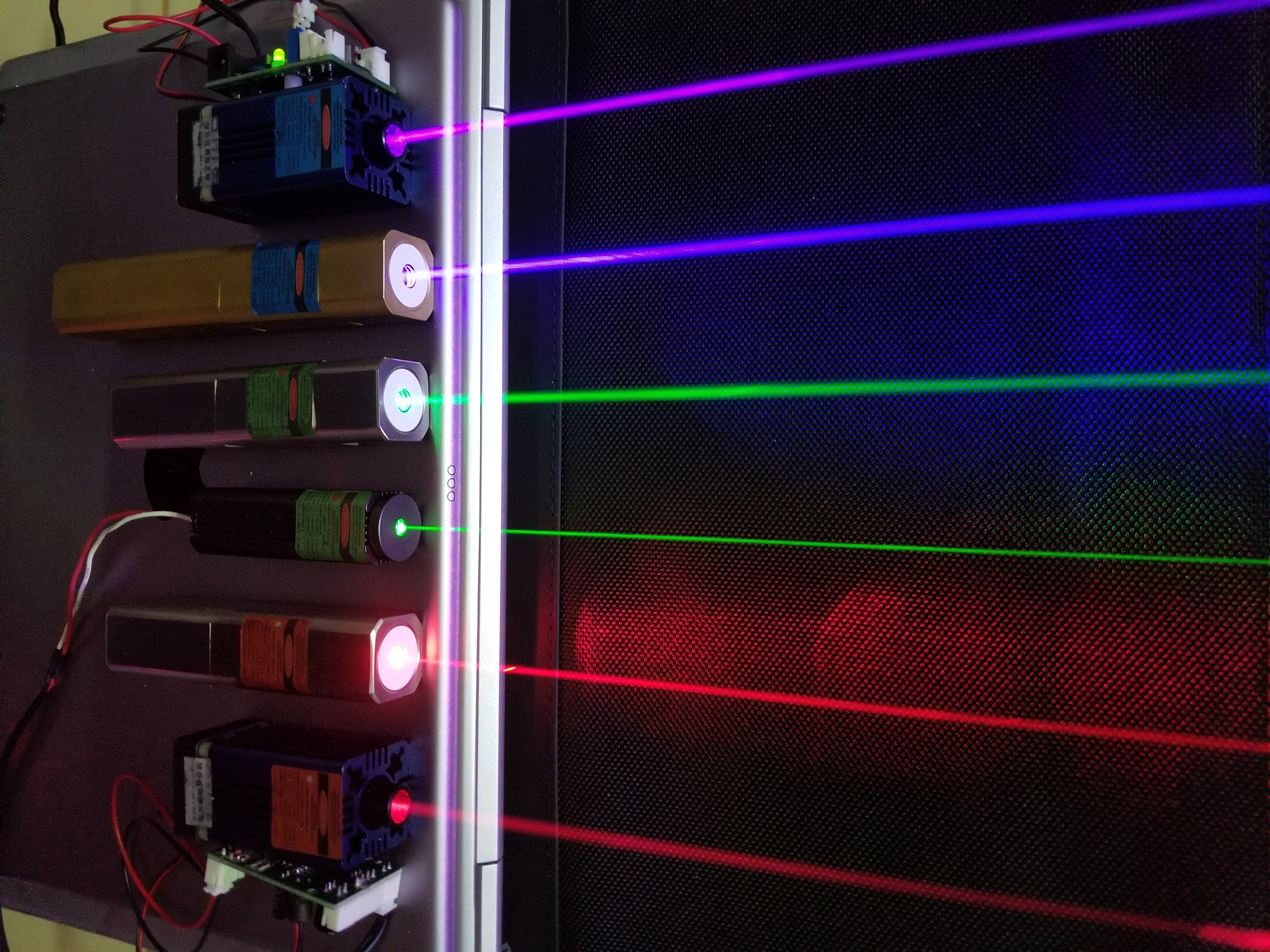
Láseres de estado sólido emitiendo a (de arriba abajo) 405 nm, 445 nm, 520 nm, 532 nm, 635 nm y 660 nm.

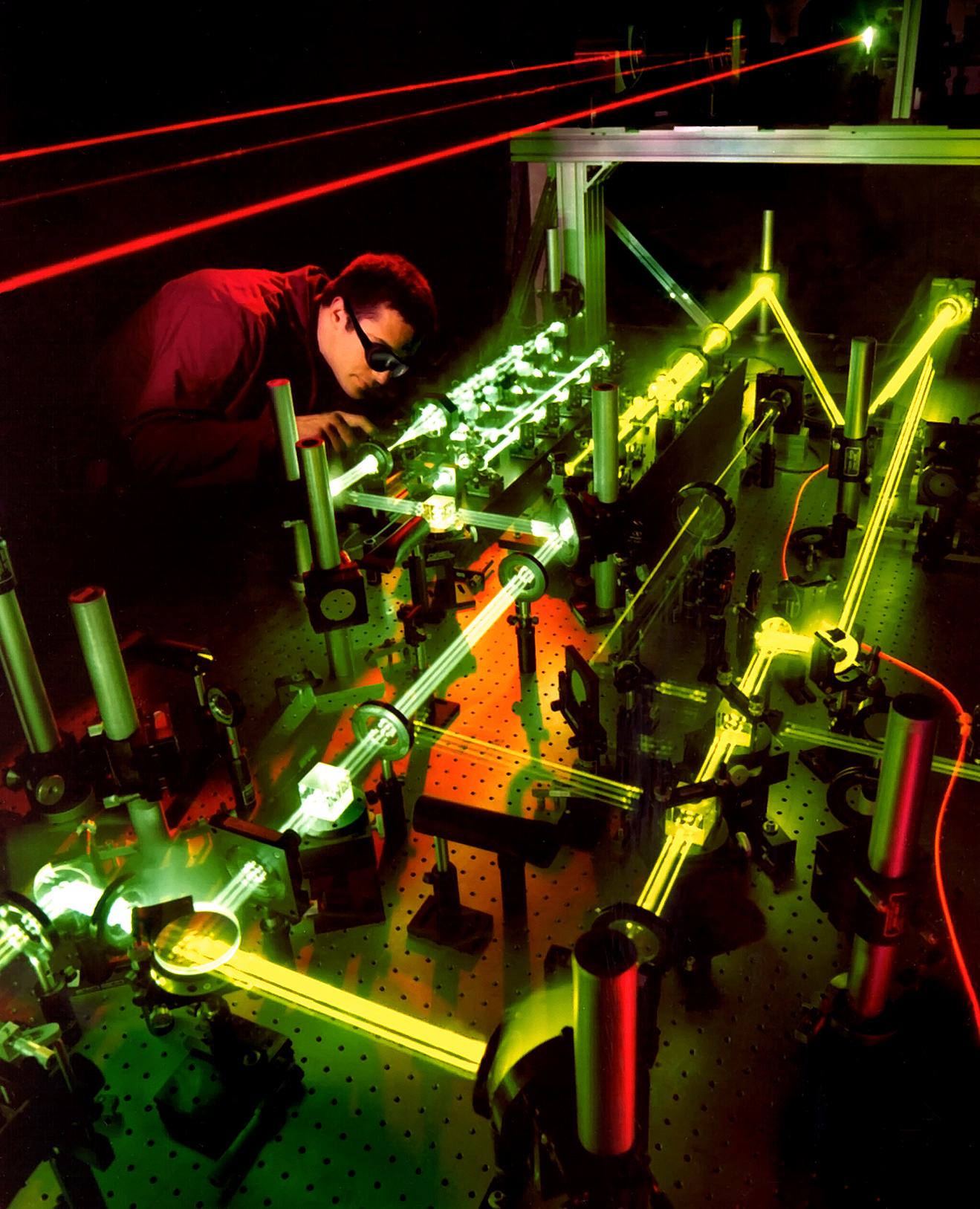
Un haz de láser en el aire viajando cerca del 99,97% de la velocidad de la luz en el vacío (el índice de refracción del aire es alrededor de 1,0003).

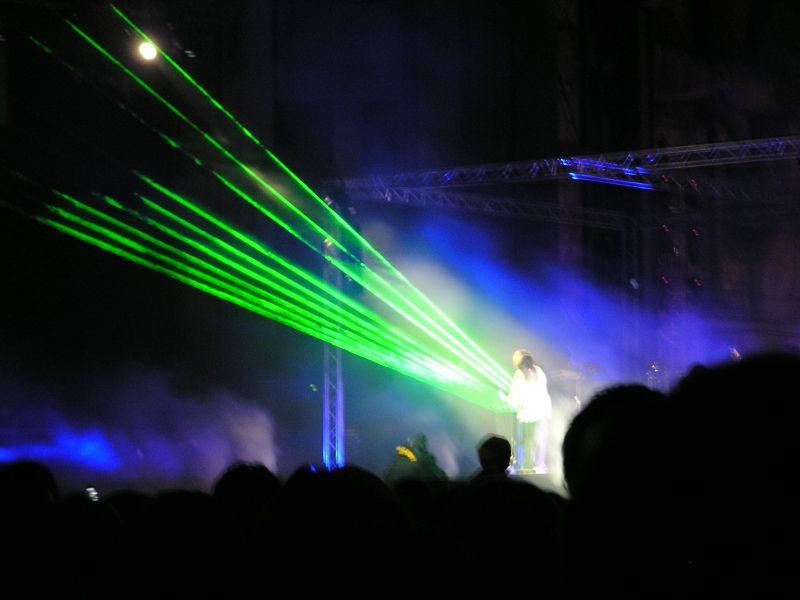
El músico francés Jean Michel Jarre empleando el instrumento musical conocido como Arpa láser, en la que las cuerdas son sustituidas por rayos láser.

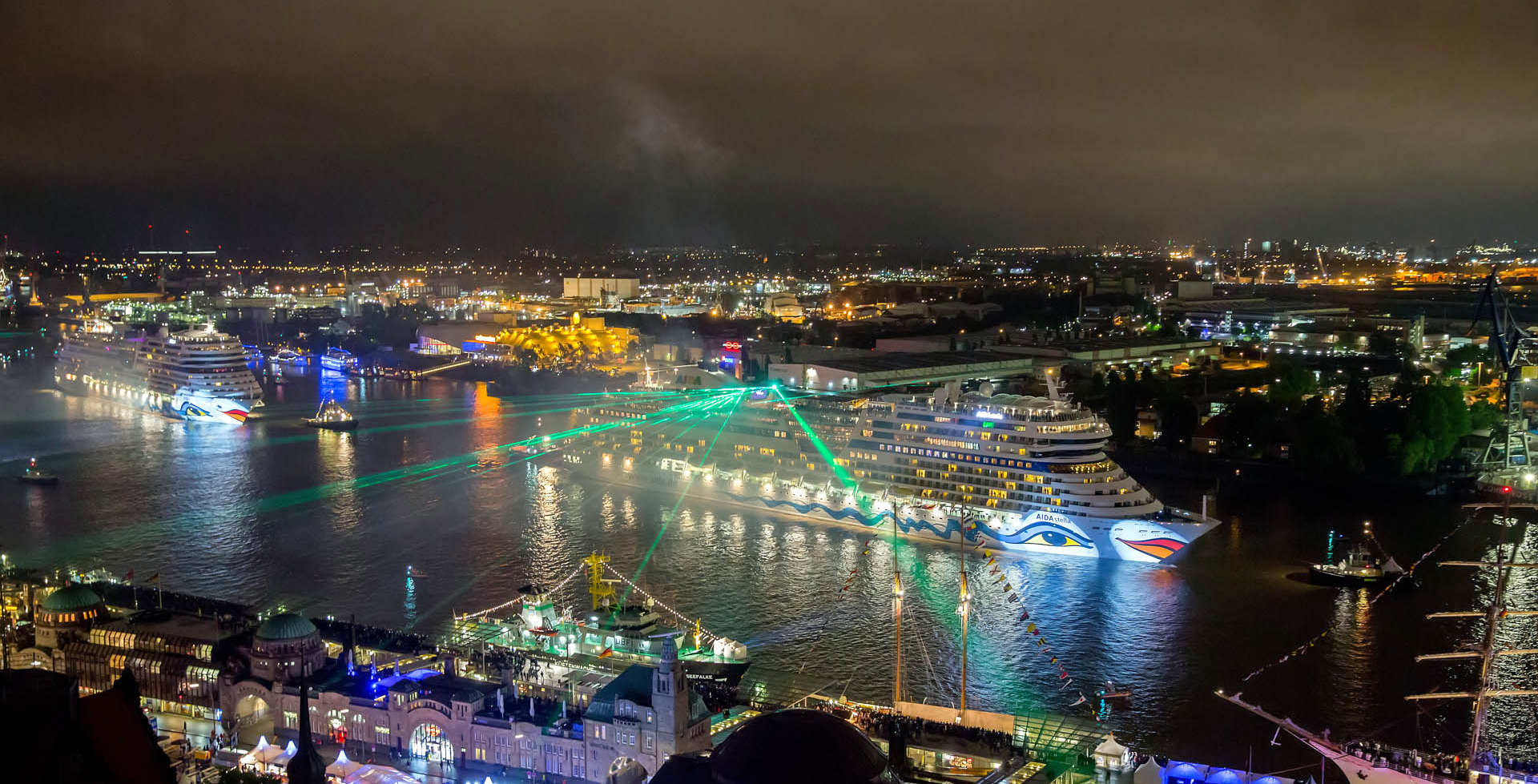
Los efectos visuales de las luces láser son muy usados en la música electrónica por los disc-jockey (DJ).

Un láser (del inglés laser, acrónimo de light amplification by stimulated emission of radiation, «amplificación de luz mediante la emisión inducida de radiación»; también llamado generador óptico cuántico en terminología soviética) es un dispositivo que utiliza en simultáneo un efecto de la mecánica cuántica, la emisión inducida o estimulada, para generar un haz de luz coherente tanto espacial como temporalmente. La coherencia espacial se corresponde con la capacidad de un haz para permanecer con un pequeño tamaño al transmitirse por el vacío en largas distancias y la coherencia temporal se relaciona con la capacidad para concentrar la emisión en un rango espectral muy estrecho.

## Historia
En 1915, Albert Einstein estableció los fundamentos para el desarrollo de los láseres y de sus predecesores, los máseres (que emiten microondas), utilizando la ley de radiación de Max Planck basada en los conceptos de emisión espontánea e inducida de radiación.
En 1928, Rudolf Landenburg informó haber obtenido la primera evidencia del fenómeno de emisión estimulada de radiación, aunque no pasó de ser una curiosidad de laboratorio, por lo que la teoría fue olvidada hasta después de la Segunda Guerra Mundial, cuando fue demostrada definitivamente por Willis Eugene Lamb y R. C. Rutherford.
En 1953, Charles H. Townes y los estudiantes de postgrado James P. Gordon y Herbert J. Zeiger construyeron el primer máser: un dispositivo que funcionaba con los mismos principios físicos que el láser pero que produce un haz coherente de microondas. El máser de Townes era incapaz de funcionar en continuo. Nikolái Básov y Aleksandr Prójorov de la Unión Soviética trabajaron independientemente en el oscilador cuántico y resolvieron el problema de obtener un máser de salida de luz continua, utilizando sistemas con más de dos niveles de energía.
Townes, Básov y Prójorov compartieron el Premio Nobel de Física en 1964 por «los trabajos fundamentales en el campo de la electrónica cuántica», los cuales condujeron a la construcción de osciladores y amplificadores basados en los principios de los máser-láser.
El primer láser fue uno de rubí y funcionó por primera vez el 16 de mayo de 1960. Fue construido por Theodore Maiman. El hecho de que sus resultados se publicaran con algún retraso en Nature, dio tiempo a la puesta en marcha de otros desarrollos paralelos. Por este motivo, Townes y Arthur Leonard Schawlow también son considerados inventores del láser, el cual patentaron en 1960. Dos años después, Robert Hall inventa el láser generado por semiconductor. En 1969 se encuentra la primera aplicación industrial del láser al ser utilizado en las soldaduras de los elementos de chapa en la fabricación de vehículos y, al año siguiente Gordon Gould patenta otras muchas aplicaciones prácticas para el láser.
El 16 de mayo de 1980, un grupo de físicos de la Universidad de Hull liderados por Geoffrey Pert registran la primera emisión láser en el rango de los rayos X. Pocos meses después se comienza a comercializar el disco compacto, donde un haz láser de baja potencia «lee» los datos codificados en forma de pequeños orificios (puntos y rayas) sobre un disco óptico con una cara reflectante. Posteriormente esa secuencia de datos digitales se transforma en una señal analógica permitiendo la escucha de los archivos musicales. En 1984, la tecnología desarrollada comienza a usarse en el campo del almacenamiento masivo de datos. En 1994, en el Reino Unido, se utiliza por primera vez la tecnología láser en cinemómetros para detectar conductores con exceso de velocidad. Posteriormente se extiende su uso por todo el mundo.
En 2002, científicos australianos «teletransportan» con éxito un haz de luz láser de un lugar a otro. Dos años después el escáner láser permite al Museo Británico efectuar exhibiciones virtuales. En 2006, científicos de Intel descubren la forma de trabajar con un chip láser hecho con silicio abriendo las puertas para el desarrollo de redes de comunicaciones mucho más rápidas y eficientes.

## Elementos básicos de un láser

Ejemplo de dispositivo de emisión láser típico:
1. Medio activo con ganancia óptica
2. Energía de bombeo para el láser
3. Espejo de alta reflectancia
4. Espejo de acoplamiento o salida
5. Emisión del haz láser

Un láser típico consta de tres elementos básicos de operación. Una cavidad óptica resonante, en la que la luz puede circular, que consta habitualmente de un par de espejos de los cuales uno es de alta reflectancia (cercana al 100 %) y otro conocido como acoplador, que tiene una reflectancia menor y que permite la salida de la radiación láser de la cavidad.
Dentro de esta cavidad resonante se sitúa un medio activo con ganancia óptica, que puede ser sólido, líquido o gaseoso (habitualmente el gas se encontrará en estado de plasma parcialmente ionizado) que es el encargado de amplificar la luz. Para poder amplificar la luz, este medio activo necesita un cierto aporte de energía, llamada comúnmente bombeo. Este bombeo es generalmente un haz de luz (bombeo óptico) o una corriente eléctrica (bombeo eléctrico).

### Cavidad láser
La cavidad óptica resonante, conocida también como cavidad láser, existe en la gran mayoría de los dispositivos láser y sirve para mantener la luz circulando a través del medio activo el mayor número de veces posible. Generalmente está compuesta de dos espejos dieléctricos que permiten reflectividades controladas que pueden ser muy altas para determinadas longitudes de onda.
El espejo de alta reflectividad refleja cerca del 100 % de la luz que recibe y el espejo acoplador o de salida, un porcentaje ligeramente menor. Estos espejos pueden ser planos o con determinada curvatura, que cambia su régimen de estabilidad.
Según el tipo de láser, estos espejos se pueden construir en soportes de vidrio o cristales independientes o en el caso de algunos láseres de estado sólido pueden construirse directamente en las caras del medio activo, disminuyendo las necesidades de alineación posterior y las pérdidas por reflexión en las caras del medio activo.
Algunos láseres de excímero o la mayoría de los láser de nitrógeno, no utilizan una cavidad propiamente dicha, en lugar de ello un solo espejo reflector se utiliza para dirigir la luz hacia la apertura de salida. Otros láser como los construidos en microcavidades ópticas emplean fenómenos como la reflexión total interna para confinar la luz sin utilizar espejos.

### Medio activo
El medio activo es el medio material donde se produce la amplificación óptica. Puede ser de muy diversos materiales y es el que determina en mayor medida las propiedades de la luz láser, longitud de onda, emisión continua o pulsada, potencia, etc.
El medio activo es donde ocurren los procesos de excitación (electrónica o de estados vibracionales) mediante bombeo de energía, emisión espontánea y emisión estimulada de radiación. Para que se dé la condición láser, es necesario que la ganancia óptica del medio activo sea superior a las pérdidas de la cavidad más las pérdidas del medio.
Dado que la ganancia óptica es el factor limitante en la eficiencia del láser, se tiende a buscar medios materiales que la maximicen, minimizando las pérdidas, es por esto que si bien casi cualquier material puede utilizarse como medio activo, solo algunas decenas de materiales son utilizados eficientemente para producir láseres.
Con mucha diferencia, los láseres más abundantes en el mundo son los de semiconductor. Pero también son muy comunes los láseres de estado sólido y en menor medida los de gas. Otros medios son utilizados principalmente en investigación o en aplicaciones industriales o médicas muy concretas.

### Bombeo
Para que el medio activo pueda amplificar la radiación, es necesario excitar sus niveles electrónicos o vibracionales de alguna manera. Comúnmente un haz de luz (bombeo óptico) de una lámpara de descarga u otro láser o una corriente eléctrica (bombeo eléctrico) son empleados para alimentar al medio activo con la energía necesaria.
El bombeo óptico se utiliza habitualmente en láseres de estado sólido (cristales y vidrios) y láseres de colorante (líquidos y algunos polímeros) y el bombeo eléctrico es el preferido en láseres de semiconductor y de gas. En algunas raras ocasiones se utilizan otros esquemas de bombeo que le dan su nombre, por ejemplo a los láseres químicos o láseres de bombeo nuclear que utilizan la energía de la fisión nuclear.
Debido a las múltiples pérdidas de energía en todos los procesos involucrados, la potencia de bombeo siempre es mayor a la potencia de emisión láser.

## Mecanismos de la acción láser

Niveles electrónicos involucrados en la emisión láser de iones de neodimio trivalentes.

Si bien existen varios mecanismos que producen emisión láser, se describe el ejemplo sencillo de un láser de cuatro niveles con bombeo óptico continuo, como puede ser el láser de neodimio.

### Absorción del bombeo y transiciones no radiactivas
En el estado inicial, la mayoría de los electrones se encuentran en el Estado fundamental y son excitados mediante un haz de luz de bombeo que contiene energía en las bandas de absorción del neodimio. Los electrones excitados en varios niveles se desexcitan rápidamente de forma no radiativa hacia un nivel metaestable, que en el caso del neodimio es el 4F3/2 donde permanece un tiempo relativamente largo, decayendo lentamente al nivel fundamental y al nivel 4I11/2. Si se cumplen ciertas condiciones en el material y la potencia de bombeo, es posible que se produzca la inversión de población, esto es, que existan más átomos excitados en el nivel 4F3/2 que los que están en el nivel inferior 4I11/2.

### Emisión estimulada
Desde el nivel metaestable 4F3/2 pueden desexcitarse espontáneamente algunos electrones que producen una emisión de luz a 1 064 nm. Algunos de estos se emiten en el ángulo correcto para reflejarse por los espejos de la cavidad un número elevado de veces. Estos fotones que se reflejan con el ángulo correcto pasan varias veces cerca de átomos excitados de neodimio y producen la emisión estimulada de radiación.
Si el medio activo se encuentra en la condición de inversión de población y las pérdidas de la cavidad son inferiores a la ganancia del medio activo, ocurre que al reflejarse en las paredes de la cavidad se produce una amplificación del primer fotón que se emitió espontáneamente. Tras un número determinado de reflexiones, la intensidad dentro de la cavidad es muy elevada, y las pequeñas perdidas del espejo acoplador son la radiación láser que emite el dispositivo.

## Clasificación de láseres según UNE EN 60825-1/A2-2002
Según la peligrosidad de los láseres y en función del Límite de Emisión Accesible (LEA) se pueden clasificar los láseres en las siguientes categorías de riesgo:
- Clase 1: Seguros en condiciones razonables de utilización.
- Clase 1M: Como la Clase 1, pero no seguros cuando se miran a través de instrumentos ópticos como lupas o binoculares.
- Clase 2: Láseres visibles (400 a 700 nm). Los reflejos de aversión protegen el ojo, aunque se utilicen con instrumentos ópticos.
- Clase 2M: Como la Clase 2, pero no seguros cuando se utilizan instrumentos ópticos.
- Clase 3R: Láseres cuya visión directa es potencialmente peligrosa pero el riesgo es menor y necesitan menos requisitos de fabricación y medidas de control que la Clase 3B.
- Clase 3B: La visión directa del haz es siempre peligrosa, mientras que la reflexión difusa es normalmente segura.
- Clase 4: La exposición directa de ojos y piel siempre es peligrosa y la reflexión difusa normalmente también. Pueden originar incendios y explosiones.

## Aplicaciones

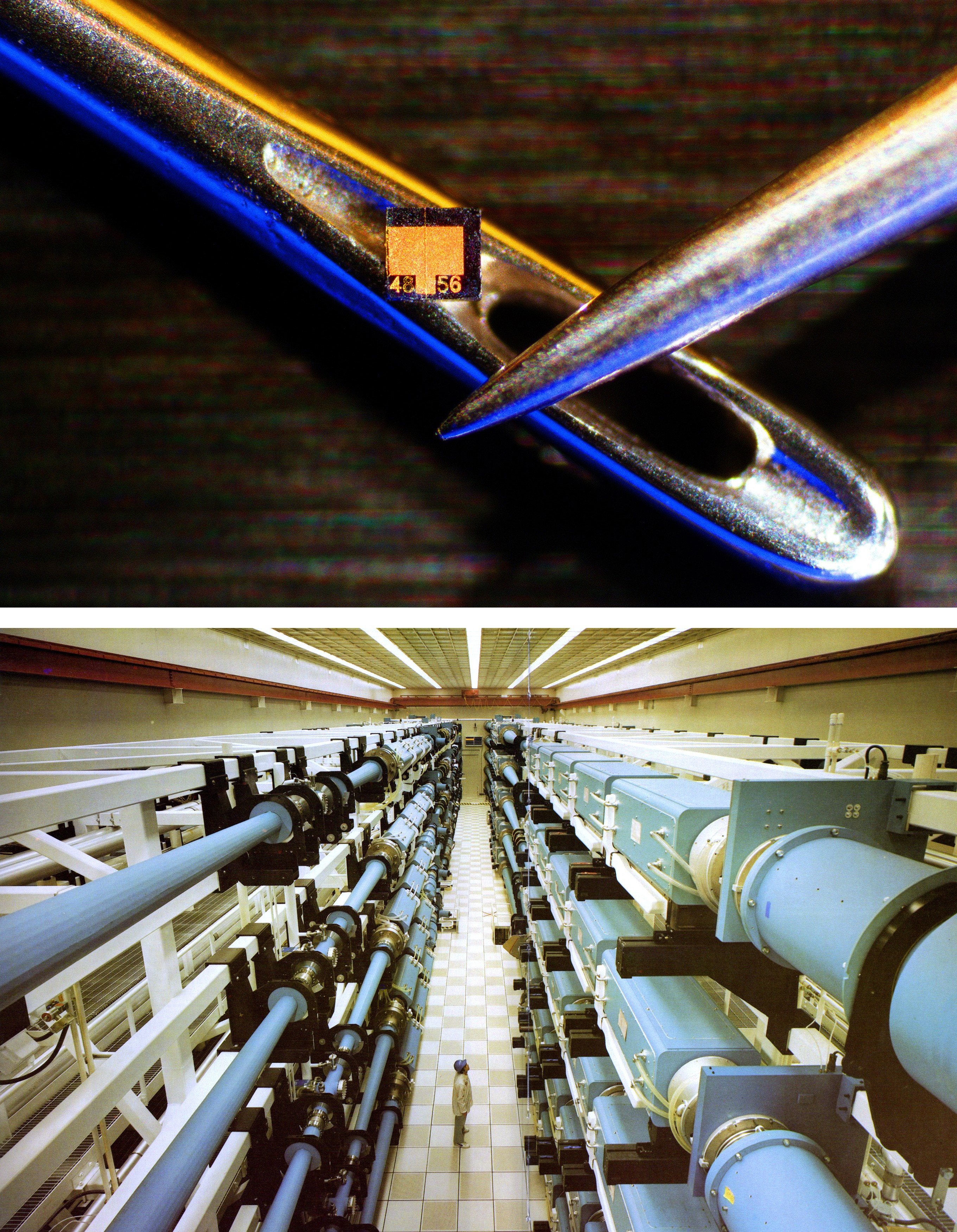
El tamaño de los láseres es muy variable, desde los diodos láser microscópicos (arriba) con numerosas aplicaciones, hasta el láser de cristales de neodimio con un tamaño similar al de un campo de fútbol, (abajo) usado para la fusión de confinamiento inercial, investigación sobre armas nucleares de destrucción masiva u otros experimentos físicos en los que se presenten altas densidades de energía.

Cuando se inventaron, en 1960, los láseres se calificaron como «una solución a la espera de un problema». Desde entonces, se han vuelto omnipresentes y actualmente pueden encontrarse en miles de aplicaciones, en campos muy variados, como la electrónica de consumo, la tecnología de la información, la investigación científica, la medicina, la industria y el sector militar.
En muchas aplicaciones, los beneficios de los láseres se deben a sus propiedades físicas, como la coherencia, la monocromaticidad y la capacidad de alcanzar potencias extremadamente altas. A modo de ejemplo, un haz láser muy coherente puede enfocarse por debajo de su límite de difracción que, a longitudes de onda visibles, corresponde solamente a unos pocos nanómetros. Cuando se enfoca un haz de láser potente en un punto, este recibe una enorme densidad de energía. Esta propiedad permite al láser grabar gigabytes de información en las microscópicas cavidades de un CD, DVD o Blu-ray. También permite a un láser de media o baja potencia alcanzar intensidades muy altas y usarlo para cortar, quemar o incluso sublimar materiales. El rayo láser se emplea en el proceso de fabricación de grabar o marcar metales, plásticos y vidrio.

## Tipos de láseres
Atendiendo a la naturaleza de su medio activo, podemos clasificar los dispositivos láser en:

### Semiconductores
- Diodos láser, es el emisor láser más común, utiliza una unión semiconductora p-n similar a la que se utiliza en los led pero en este caso está colocada en una cavidad reflectora. Son utilizados en punteros láser, impresoras láser, grabadores/reproductores de CD, DVD, Blu-Ray, HD-DVD y como energía de bombeo de muchos láseres de estado sólido.
- Láser de punto cuántico, un tipo de láser semiconductor que usa puntos cuánticos como el medio activo en su región de emisión de luz. Debido al denso confinamiento de los portadores de carga en los puntos cuánticos, exhiben una estructura electrónica similar a la de los átomos.
Los láseres fabricados con medios tan activos exhiben un comportamiento bastante cercano a los láseres de gas, pero no presentan algunos de los inconvenientes asociados a los tradicionales láseres de semiconductores basados en medios activos sólidos o de pozo cuántico.
Se han observado mejoras en la modulación de ancho de banda, umbral de excitación, ruido relativo de intensidad, factor de realce de ancho de línea y estabilidad con la temperatura. La región activa del punto cuántico puede diseñarse para operar con diferentes longitudes de onda variando el tamaño y la composición del punto cuántico. Esto permite que este tipo de láser pueda fabricarse para operar en longitudes de onda imposibles de obtenerse con la tecnología de láser semiconductor actual.[12]
- Láser de cascada cuántica (comúnmente llamado QCL en inglés), funciona con inyección eléctrica en un material semiconductor estructurado. Bajo un determinado potencial eléctrico, la inversión de población es realizada cuando niveles energéticos de la banda de conducción se alinean de una forma determinada. Estos niveles energéticos se repiten de forma periódica a lo largo de toda la estructura del láser formando, desde el punto de vista energético, una serie de «cascadas» o «escalones energéticos». Un electrón, al recorrer una a una estas cascadas energéticas, genera quantos de luz, fotones, en cada uno de estos saltos energéticos.

### Gas
- Láser de Helio-Neón, o láser HeNe, es un tipo de láser de gas que utiliza como medio activo una mezcla gaseosa de helio y neón. Los láseres de helio-neón emiten, habitualmente, a una longitud de onda de 633 nm, luz visible de color rojo. Son un tipo de láser habitual en laboratorios docentes o en el caso de láseres estabilizados, en aplicaciones de metrología de alta precisión.
El medio activo del láser es una mezcla de helio y de neón contenida en un tubo de vidrio cerrado, en una proporción de 5:1 aproximadamente y a una presión relativamente baja (habitualmente alrededor de 300 Pa). La energía para el bombeo se consigue con una descarga eléctrica de unos 1000 V a través de dos electrodos situados a cada extremo del tubo. La cavidad resonante suele estar formada por un espejo plano de alta reflectancia en un extremo y un espejo cóncavo con una transmisión de un 1 % al otro extremo, separados normalmente unos 15-20 cm. Los láseres de helio-neón tienen unas potencias de salida de entre 1 mW y 100 mW.
La longitud de onda es de 632,816 nm en el aire, que corresponde a una longitud de onda de 632,991 nm en el vacío. En cada caso particular, la longitud de onda obtenida se encuentra en un intervalo de 0,002 nm alrededor de este valor, debido a las fluctuaciones térmicas que provocan pequeñas oscilaciones de las dimensiones de la cavidad.
- Láser de dióxido de Carbono, emite en el infrarrojo lejano a 10,6 µm.
- Láser de Nitrógeno, emite en el UV a 337 nm normalmente en régimen de operación pulsado.
- Láser excimer, el medio activo puede estar formado por diversas moléculas excímeras de vida muy corta formadas por gases nobles y halógenos,  producen luz ultravioleta.
- Láser de Argón, tiene varias líneas de emisión aunque las principales son 514 nm y 488 nm. Trabaja en régimen continuo con potencias de hasta unas decenas de W.

### Estado sólido
Estos láseres emplean típicamente vidrios, cristales o fibras dopadas como medio activo. Aunque los semiconductores son también de estado sólido, se suelen tomar en una categoría diferente. Algunos láseres de estado sólido son:
- Materiales dopados con tierras raras:
  - Láser neodimio-YAG, El medio activo es un cristal YAG (Yttrium Aluminium Garnet) dopado con neodimio trivalente. Emite en el infrarrojo cercano a 1064 nm. Es frecuentemente convertido a verde 532 nm utilizando un cristal no lineal que dobla la frecuencia como por ejemplo, el KTP.
  - YAG dopado con erbio trivalente, emite a eficientemente a 2900 nm pero también puede operar a 1645 nm.
  - YAG dopado con tulio trivalente, que opera normalmente a 2015 nm.
  - YAG dopado con holmio trivalente, que emite a 2090 nm. Es absorbido de manera explosiva por tejidos impregnados de humedad en secciones de menos de un milímetro de espesor. Generalmente opera en modo pulsante y pasa a través de dispositivos quirúrgicos de fibra óptica. Se utiliza para quitar manchas de los dientes, vaporizar tumores cancerígenos y deshacer cálculos renales y vesiculares.
  - YVO dopado con neodimio trivalente. El medio activo es el ortovanadato de itrio, similar al Nd:YAG pero permite mayores eficiencias que este, en láseres continuos de potencia media-baja.
  - Láser de fibra dopada con erbio, un tipo de láser formado de una fibra óptica especialmente fabricada, se utiliza principalmente como amplificador para comunicaciones ópticas de larga distancia.
- Materiales dopados con metales de transición:
  - Láser de rubí (Cristal de zafiro dopado con cromo trivalente). Fue el primer láser construido, en 1960, mediante una barra de rubí excitada por un pulso de flash de Xenón. Emite luz a 694,3 nm, visible como un rojo profundo.
  - Láser de zafiro dopado con titanio trivalente, es un láser sintonizable desde el rojo hasta el infrarrojo cercano, entre 650 y 1100 nm. Tienen la característica de, según el diseño óptico de la cavidad, puede operar en modo continuo o emitiendo pulsos ultra cortos.
  - Láser de Alejandrita, aluminato de berilio dopado con cromo trivalente. Emite típicamente en el infrarrojo cercano a 750 nm ,[13] es usado en algunos sistemas de depilación.

### Colorante o líquidos
- Láser de colorante, formados por un colorante orgánico como la Rodamina 6G y un medio generalmente líquido que circula a través de la cavidad. Según el colorante utilizado, pueden operar en ultravioleta, visible o infrarrojo, con una potencia de 150 mW hasta 346 mW.

## Aplicaciones del láser en la vida cotidiana
- Telecomunicaciones: comunicaciones ópticas (fibra óptica), Radio Over Fiber.
- Medicina: operaciones sin sangre, tratamientos quirúrgicos, ayudas a la cicatrización de heridas, tratamientos de piedras en el riñón, operaciones de vista, operaciones odontológicas.
- Industria: cortado, guiado de maquinaria y robots de fabricación, mediciones de distancias precisas mediante láser.
- Defensa: Guiado de misiles balísticos, alternativa al radar, cegando a las tropas enemigas. En el caso del Tactical High Energy Laser se está empezando a usar el láser como destructor de blancos.
- Ingeniería civil: guiado de máquinas tuneladoras en túneles, diferentes aplicaciones en la topografía como mediciones de distancias en lugares inaccesibles o realización de un modelo digital del terreno (MDT).
- Arquitectura: catalogación de patrimonio.
- Arqueológico: documentación.
- Investigación: espectroscopia, interferometría láser, LIDAR, distanciometría.
- Desarrollos en productos comerciales: impresoras láser, CD, DVD, Blu-Ray, ratones ópticos, lectores de código de barras, punteros láser, termómetros, hologramas, aplicaciones en iluminación de espectáculos.
- Tratamientos cosméticos y cirugía estética: tratamientos de Acné, celulitis, tratamiento de las estrías, depilación.